# Pump.io
Pump.io é um mecanismo de fluxos de atividades de uso geral que pode ser usado como um protocolo de rede social federado que "faz a maior parte do que as pessoas realmente querem de uma rede social". Iniciado por Evan Prodromou, é um acompanhamento do StatusNet. Identi.ca, que era o maior serviço StatusNet, mudou para pump.io em junho de 2013.

## Tecnologia
Projetado para ser muito mais leve e eficiente do que seu predecessor StatusNet, pump.io é escrito em Node.js e usa Activity Streams como o formato para comandos e transferência de dados por meio de uma simples API de caixa de entrada REST.

## Limitações e problemas
Os recursos presentes no StatusNet ainda não foram implementados no pump.io (a partir de outubro de 2017), como grupos, hashtags e páginas que listam postagens populares.

## Padronização
O Grupo de Trabalho da Web Social Federada do W3C, lançado em julho de 2014, produziu o padrão ActivityPub, com base nos protocolos usados no pump.io como provável sucessor do OStatus. Foi publicado oficialmente como recomendação em 23 de janeiro de 2018.